# Carlo Pallavicino (compositore)
Carlo Pallavicino (Salò, 1630 – Dresda, 29 gennaio 1688) è stato un compositore italiano.
È stato uno dei più famosi musicisti italiani in Germania durante il primo Barocco assieme a Marco Giuseppe Peranda, Vincenzo Albrici e Giovanni Andrea Angelini Bontempi in Dresda.

## Biografia
Nulla si conosce sulla sua gioventù e formazione musicale. La sua prima attività nota fu quella d'organista della Basilica di Sant'Antonio di Padova, che intraprese nel 1665. L'anno successivo al Teatro San Moisè di Venezia mise in scena le sue prime produzioni operistiche, Demetrio, Aureliano e Il tiranno humiliato (rappresentata dopo la sua partenza da Venezia), e successivamente fu a Dresda, al servizio del principe elettore Giovanni Giorgio II di Sassonia come vice-Kapellmeister (vice-maestro di cappella); nel 1672, con la morte del maestro titolare Heinrich Schütz, venne elevato a Kapellmeister.
Nel giugno del 1673 tornò a ricoprire la carica di organista a Padova a Sant'Antonio; vi rimase però solamente per un breve periodo, dato che l'anno successivo si recò a Venezia, dove dal 1674 al 1685 fu maestro di coro dell'Ospedale degli Incurabili. Contemporaneamente riprese l'attività di compositore d'opere per i teatri veneziani: dal 1678 iniziò la sua collaborazione anche con il nuovo Teatro San Giovanni Grisostomo, gestito dalla famiglia Grimani, il quale fu da lui stesso inaugurato con il dramma per musica Vespasiano: egli monopolizzò ben sette stagioni d'attività di questo palcoscenico, continuando tuttavia a scrivere lavori anche per il San Giovanni e Paolo.
L'anno successivo la sua opera Le amazoni nell'isole fortunate fu protagonista di un'altra inaugurazione: venne infatti aperto il teatro privato del procuratore di San Marco Contarini a Piazzola sul Brenta, dove il compositore Domenico Freschi prestò successivamente servizio. Sempre nella città lagunare nel 1685 ricevette la visita di Giovanni Giorgio III di Sassonia, figlio del suo primo datore di lavoro, il quale gli offrì la posizione di camerae ac teatralis musicae praefectus sempre presso la corte sassone. Pallavicino accettò e rimase dunque a Dresda sino alla morte, tranne per un breve periodo in cui tornò verso gli inizi del 1687 a Venezia.
Carlo Pallavicino fu padre del librettista Stefano Benedetto Pallavicino e probabilmente anche del compositore Vincenzo Pallavicino, meglio conosciuto come Vincenzo Pallavicini.

### Stile
Pallavicino fu uno dei tipici rappresentanti della media e tarda opera veneziana, nella quale già si intravedeva una diminuzione della forza espressiva e una schematizzazione della forma. Le sue composizioni si distinguono per la piacevole eleganza dell'invenzione melodica, la quale spesso viene vivacizzata da toni popolari e ritmi vigorosi. Come Giovanni Legrenzi e Antonio Sartorio, creò uno stile che rispondeva al forte desiderio da parte del pubblico dell'epoca di ascoltare lavori armoniosamente accattivanti.

## Composizioni

### Drammi per musica
- Demetrio (di Giacomo dall'Angelo, 1666, Teatro San Moisè di Venezia)
- Aureliano (di Giacomo dall'Angelo, 1666, Teatro San Moisè di Venezia)
- Il tiranno humiliato d'amore, overo Il Meraspe (di Giovanni Faustini, rev. di Nicolò Beregan, 1667, Teatro Santi Giovanni e Paolo di Venezia)
- Diocleziano (di Matteo Noris, 1674, Teatro Santi Giovanni e Paolo di Venezia)
- Enea in Italia (di Giacomo Francesco Bussani, 1675, Teatro Santi Giovanni e Paolo di Venezia)
- Galieno (di Matteo Noris, 1676, Teatro Santi Giovanni e Paolo di Venezia)
- Il Vespasiano (di Giulio Cesare Corradi, 1678, Venezia; opera per l'inaugurazione del Teatro San Giovanni Grisostomo)
- Nerone (di Giulio Cesare Corradi, 1679, Venezia)
- Le amazoni nell'isole fortunate (di Francesco Maria Piccioli, 1679, Piazzola sul Brenta; opera per l'inaugurazione del teatro privato del procuratore Contarini)
- Messalina (di Francesco Maria Piccioli, 1680, Venezia)
- Bassiano, overo Il maggior impossibile (di Matteo Noris, 1682, Venezia)
- Carlo re d'Italia (di Matteo Noris, 1683, Venezia)
- Il re infante (di Matteo Noris, 1683, Venezia)
- Licinio imperatore (di Matteo Noris, 1683, Venezia)
- Massimo Puppieno (di Aurelio Aureli, 1684, Venezia)
- Ricimero re de' Vandali (di Matteo Noris, 1684, Venezia)
- Penelope la casta (di Matteo Noris, 1685, Venezia)
- Amore inamorato (di Matteo Noris, 1686, Venezia)
- Didone delirante (di Antonio Franceschi, 1686, Venezia)
- Elmiro re di Corinto (di Vincenzo Grimani e Girolamo Frisari, 1686, Venezia)
- L'amazone corsara, overo L'Avilda regina de' Goti (di Giulio Cesare Corradi, 1686, Venezia)
- La Gierusalemme liberata (di Giulio Cesare Corradi, 1687, Venezia)
- L'Antiope (di Stefano Benedetto Pallavicino, 1689, Dresda)

### Oratori
- Il trionfo della castità (di Giovanni Matteo Giannini, 1688, Modena)